# John Searle
Pour les articles homonymes, voir Searle.
Cet article concerne le philosophe américain. Pour le directeur de la photographie australien (né en 1942), voir John Seale.
 (avril 2016).
Si vous disposez d'ouvrages ou d'articles de référence ou si vous connaissez des sites web de qualité traitant du thème abordé ici, merci de compléter l'article en donnant les références utiles à sa vérifiabilité et en les liant à la section « Notes et références ».
John Rogers Searle est un philosophe américain né à Denver dans l'État du Colorado le 31 juillet 1932, il appartient au courant analytique, et est un spécialiste de la philosophie du langage, ainsi que de la philosophie de l'esprit.

## Biographie

### Jeunesse et formation
En 1949, John Searle est admis à l'université du Wisconsin à Madison. Trois ans plus tard, il se voit attribuer une bourse Rhodes qui lui permet de poursuivre ses études à l'université d'Oxford où il obtient un Bachelor of Arts en 1955 et, en 1959, un Master of Arts ainsi qu'un doctorat,,,. À Oxford, il suit les cours de P. F. Strawson et de J.L. Austin, deux philosophes britanniques issus de la tradition analytique et ayant joué un rôle décisif dans le renouvellement de la réflexion sur le langage. J.L. Austin aura plus particulièrement influencé Searle par son analyse pragmatique du langage ordinaire et par son approche linguistique des faits de perception. Nommé professeur à l'université de Berkeley en 1959, Searle mène ses réflexions sur le langage. Dans son premier ouvrage (Speech Acts, 1969), il développe la notion d'"acte de langage". Deux autres ouvrages (Expression and Meaning, 1979, et Fondations of Illocutionnary Logic, 1985) viendront compléter cette période de sa réflexion. À partir de 1980, John Searle s'intéresse plus particulièrement aux problèmes posés par la philosophie dite de l'esprit (Intentionality, an Essay in the Philosophy of Mind,
1983) et développe, dans un premier temps, une critique de l'ensemble des approches computationnalistes de la conscience (Minds, Brains and Science, 1984, et The Rediscovery of Mind, 1992). Depuis, il a publié un certain nombre d'ouvrages et articles tentant d'élargir sa conception à la fois naturaliste et non-réductionniste de l'esprit aux questions de société, de culture, de rationalité et de libre-arbitre (The Construction of Social Reality, 1995, Mind, Langage and Society: Philosophy in the Real World, 1998, Rationality in Action, 2001, Freedom and Neurobiology, 2004).
John Searle, qui, en 1968, faisait partie du bureau d'administration de son université, a publié également un récit de la révolte étudiante à Berkeley (The Campus War, 1971).

## Pensée

### Philosophie du langage
S'appuyant sur la théorie des actes de langage de J. L. Austin, Searle propose de comprendre comment le langage nous permet de faire des choses, de les réaliser, notamment par les promesses, les proclamations, les discours d'autorité, etc. Bien que cet aspect du langage ait longtemps été négligé par les philosophes et les linguistes du passé (jusqu'à Austin), il semble pourtant clair que certaines paroles ou expressions n'ont pas pour fonction de décrire des états de choses qui seraient comme reflétés dans notre esprit. Elles ont plutôt pour fonction de les réaliser. Lorsque, par exemple, une personne d'autorité proclame « La séance est ouverte! », elle ne se contente pas de décrire une situation qu'elle constaterait simplement ; elle réalise elle-même l'ouverture de la séance par ses paroles. C'est justement dans cette capacité à réaliser certains actes dans un cadre conventionnel que réside la « force illocutoire » des énoncés. Cette force illocutoire n'est pas propre aux énoncés performatifs, car la plupart des énoncés ont un « but illocutoire » (une fonction) qui permet de les distinguer entre eux sans tenir compte de ce à quoi ils réfèrent ou de leurs divers prédicats. Ainsi, lorsqu'un locuteur énonce les deux phrases suivantes : « Jean fume beaucoup » et « Jean fume-t-il beaucoup ? », ce locuteur réfère à un même objet qui est Jean et il emploie le même prédicat « fume beaucoup », mais il accomplit deux actes illocutoires bien différents : dans un cas il exprime une assertion dont la fonction est descriptive, et dans l'autre il pose une question dont la fonction est dite directive.
Dans le prolongement d'Austin, Searle distingue ainsi :
- les assertifs : un acte assertif engage le locuteur sur la véracité d'une proposition. Exemple : informer.
- les directifs : un directif correspond à la tentative de la part du locuteur d'obtenir quelque chose de son destinataire. Exemple : demander.
- les promissifs : un promissif engage le locuteur sur le déroulement de l'action. Exemple : promettre.
- les expressifs : ils expriment l'état psychologique du locuteur (par exemple, la gratitude). Exemple : remercier.
- les déclaratifs : ils modifient un état institutionnel. Exemple : déclarer la guerre.

Toutefois, il n'existe selon Searle que deux façons essentielles d'envisager les rapports qu'un énoncé peut entretenir avec le monde :
« Il appartient au but illocutoire de certaines illocutions de rendre les mots (plus exactement leur contenu propositionnel) conformes au monde, tandis que d'autres ont pour but illocutoire de rendre le monde conforme aux mots. »
L'alternative est donc simple. Soit l'énoncé vise à « dire vrai » au sujet du monde, auquel cas ce qu'il dit doit être conforme au monde. Soit l'énoncé vise à « rendre vrai » un état du monde, auquel cas le monde devra, si l'acte de parole est réussi, se conformer à ce qui est dit. Searle distingue ainsi des « directions d'ajustement » du langage au monde qu'il repérera également dans son analyse du rapport de l'esprit au monde.
Searle a par la suite travaillé avec Daniel Vanderveken sur cette théorie des actes de langage afin de déterminer la réussite partielle ou complète de tels actes.

### Philosophie de l'esprit

#### L'intentionnalité
La notion d'intentionnalité caractérise, en philosophie analytique notamment, une spécificité attribuée à l'esprit et à la conscience, celle d'être à propos de quelque chose, de porter sur ce qui lui est extérieur. Dans son sens philosophique, cette notion ne doit donc pas être confondue avec son usage courant, lié à l'idée de volonté. Au sens philosophique, avoir conscience de façon "intentionnelle" signifie avoir conscience de quelque chose qui diffère de la conscience même que nous en avons. Ce trait distinguerait fondamentalement l'esprit des objets physiques dont l'identité n'inclut pas autre chose qu'eux-mêmes.
Searle a commencé à réfléchir sur l'intentionnalité à travers des problématiques de philosophie du langage pour la définir comme une simple relation, d'abord du langage au monde, puis de l'esprit au monde. Lorsqu'on fait de l'intentionnalité une spécificité de l'esprit, c'est souvent pour indiquer une caractéristique qui distingue de façon essentielle l'esprit des phénomènes naturels que la science étudie. Or, Searle refuse cette distinction, mais il veut aussi en reconnaitre la spécificité par rapport aux autres phénomènes naturels. Dans L'Intentionalité, Searle élabore alors une tentative de naturalisation de l'intentionnalité tout en conservant une attitude non-réductionniste à son égard : le cerveau produirait de
l'Intentionalité (avec un "i" majuscule et un seul "n" dans le vocabulaire de Searle : en anglais, intentionnalité se dit et s'écrit intentionality), mais l'Intentionalité serait indissociable d'un vécu de conscience nous mettant en rapport avec le monde.
Searle redéfinit ainsi l'intentionnalité à la fois comme la capacité biologique fondamentale de l'esprit de mettre l'organisme en rapport avec le monde, et comme une expérience consciente subjective. Si cette capacité est commune aux états mentaux et au langage, l'intentionnalité du langage n'est toutefois que « dérivée » : elle implique en effet toujours l'intentionnalité « intrinsèque » du locuteur qui doit se présenter à l'esprit ce qu'il dit. C'est sur la base de cette distinction entre intentionnalité « intrinsèque » et intentionnalité « dérivée » que Searle va critiquer la conception computationnaliste de l'esprit, qui fait quant à elle l'économie de l'intentionnalité intrinsèque dans sa description du langage et des états mentaux. Pour les adeptes du computationnalisme, la reproduction artificielle d'un comportement langagier (ou intelligent) suffirait à produire de l'intentionnalité dans la mesure où celle-ci consisterait essentiellement dans la manipulation des symboles selon des règles « syntaxiques », comme le ferait un algorithme dans un programme informatique. Or, pour Searle, l'intentionnalité est toujours en dernière instance un état mental situé dans l'esprit d'un sujet conscient qui, lorsqu'il emploie toutes sortes d'expressions pour signifier quelque chose, les comprend lui-même en faisant subjectivement l'expérience d'un certain contenu sémantique. Nier cette dimension sémantique et subjective de l'intentionnalité reviendrait, selon Searle, à considérer le langage comme une simple production de sons ou de graphes agissant de façon purement causale sur l'environnement, ce qui parait absurde. C'est justement en ayant recours à cette sorte de démonstration par l'absurde que Searle conçoit l'expérience de pensée bien connue de la Chambre chinoise.

#### Naturalisme biologique, émergentisme
À l'instar de la grande majorité des philosophes de l'esprit, Searle admet parfaitement l'unité de nature entre le cerveau et l'esprit, y compris pour ce qui relève des aspects les plus subjectifs de la conscience. Mais il se distingue par son naturalisme non-réductionniste qu'il qualifie de "biologique". Qualifier ainsi le naturalisme de biologique, c'est mettre l'accent sur le fait que le niveau propre de compréhension de la conscience, comme des autres processus liés à la vie, est le niveau biologique, celui des organismes vivants.
Dans La Redécouverte de l'esprit, il développe pour la première fois cette conception en défendant une position anti-réductionniste des états qualifiés d'"émergents". Selon Searle, il existe dans la nature toutes sortes de propriétés émergentes ou holistiques, telles que la "liquidité" de l'eau ou la couleur du ciel, qui ne sont pas présentes à l'échelle des constituants des choses qu'elles caractérisent. Au niveau de la molécule chimique par exemple, parler de "liquidité" ou de couleur n'a pas de sens et ne renvoie à rien. Pourtant, la liquidité de l'eau composée de molécules de H2O est bien une caractéristique réelle de l'eau à un certain niveau de description. Ainsi en va-t-il, selon Searle, des états mentaux qui sont tous des états naturels du cerveau. La conscience, c'est-à-dire l'ensemble des états subjectifs dont un agent fait l'expérience, est elle-même une propriété naturelle du cerveau, bien qu'elle ne soit en aucun cas réductible dans sa description aux processus neurobiologiques sous-jacents.
Toutefois, si une réduction de la conscience conduisant à sa redéfinition ("réduction   ontologique") semble impossible, une "réduction causale" reste parfaitement envisageable. Searle conçoit en effet l'émergence non pas seulement comme une différence de niveau de description, mais aussi comme un processus causal vertical, à la fois ascendant et descendant, entre les constituants d'une réalité et ses propriétés de surface. C'est le cas de l'eau dont les propriétés macroscopiques d'écoulement sont causées par le comportement des molécules H2O au niveau microscopique. C'est là encore le cas de la conscience qui est produite dans la structure générale du cerveau par le comportement de ses cellules opérant au niveau de sa microstructure. Cette relation de causalité verticale entre les constituants du cerveau et sa structure générale permet à Searle de repenser à nouveaux frais les relations d'identité et de causalité qui existent entre l'esprit et le corps.

#### Ontologie subjective et connaissance objective
Pour Searle, la subjectivité ne désigne pas seulement un point de vue particulier sur le monde, celui d'un sujet sur son environnement, elle a également sa propre ontologie. La notion de subjectivité recouvre chez lui deux sens bien différents. Il y a d'abord le problème épistémologique de la connaissance objective, que l'on oppose à l'opinion subjective. Mais il y a aussi un autre sens, ontologique, où la subjectivité désigne une forme d'existence au monde : la douleur que "je" ressens est ontologiquement subjective (ontologie "à la première personne"), tandis que les montagnes qui sont devant ma fenêtre existent objectivement (ontologie "à la troisième personne"), parce que leur présence ne dépend pas de l'existence d'un sujet qui les contemple. Pour Searle, il est essentiel de distinguer ces deux sens, car cela permet de  ne pas opposer la connaissance scientifique à la reconnaissance du caractère subjectif de la conscience. La science est objective épistémologiquement parlant, en ce sens qu'elle poursuit un savoir indépendant de l'opinion individuelle, mais elle porte sur des réalités qui peuvent bien être subjectives. Par exemple, si une personne a mal quelque part, sa douleur sera ontologiquement subjective, mais rien n'empêche la science d'avoir une connaissance objective de ce qu'est sa douleur : c'est ce que fait par exemple la neurologie.
La science peut donc porter sur des phénomènes que nous ressentons subjectivement, mais elle n'accède pas pour autant à la subjectivité ontologique de ce que nous ressentons. Les états subjectifs ne sont en effet accessibles comme tels qu'au sujet qui en fait l'expérience, non pas pour des raisons épistémologiques (comme dans le cas de la perception subjective et particulière d'un observateur sur le monde) mais pour des raisons ontologiques : un état subjectif est un état qui existe subjectivement dans le cerveau où il se produit. Pour Searle, la subjectivité de la conscience est donc ontologiquement irréductible, bien qu’on puisse l'intégrer dans le discours scientifique.
C'est sur la base de ces distinctions que Searle critique le modèle “cartésien” de la perception interne qu'il considère comme une application abusive du modèle observateur-monde au domaine de la conscience. La relation entre l'observateur et le monde  est en effet d'ordre épistémologique, et peut être objective ou subjective, tandis que la relation du sujet à sa propre conscience relève de l'ontologie subjective seule. Il remarque, notamment, que pour savoir que j’ai mal, il n’est nullement requis que je prenne connaissance de ma douleur par une forme d'introspection. Il suffit que je me trouve dans cet état sensoriel. Et se trouver dans un état sensoriel est une chose tout à fait différente de celle qui consiste à percevoir ou connaitre un état de choses. Notamment, quand nous nous trouvons dans un certain état subjectif, il n’y a pas de distinction à faire entre apparence et réalité. L'ontologie subjective de la conscience recouvre bien des phénomènes “apparents” (les qualia), mais ces apparences elles-mêmes constituent la réalité de la conscience. Comme le dit Searle à maintes reprises, lorsqu'il est question de décrire la conscience, « l'apparence est la réalité », et il n'y a donc pas lieu de substituer à l'expérience subjective une ontologie matérialiste impersonnelle.

## Controverses

### Avec Jacques Derrida
Searle et Derrida se sont opposés sur la question de la littéralité et de la contextualité du langage, sur fond d'interprétation de la philosophie d'Austin. Le point de départ de la controverse est le texte écrit par Derrida à propos de la pensée d'Austin intitulé « Signature, événement, contexte » (1971, repris dans Marges de la philosophie, 1972). Le livre célèbre d'Austin discuté est Quand dire, c'est faire (1962).
Searle répond dans un opuscule intitulé « Pour réitérer les différences, réponse à Derrida » (1977, traduit en français en 1991). Derrida poursuit la polémique de manière virulente dans un article qu'il intitule Limited Inc. abc, publié dans Limited Inc. (1989). Searle lui répond de manière très brève (trois pages) dans La construction de la réalité sociale (1995).

### Au sujet de l'influence de Durkheim
Neil Gross (en) estime que les thèses du livre de Searle, La construction de la réalité sociale (1995) ne constituent pas un progrès significatif de celles élaborées par Durkheim il y a presque un siècle. Searle prendrait des positions ressemblantes et des concepts similaires à ceux de Durkheim notamment pour ses idées de représentations collectives, son concept d'institution sociale, celui de fait social, ou l'affirmation que la société est une réalité sui generis. Ainsi, Gross déclare que le livre de Searle a des racines durkheimiennes et qu'il constitue un durkheimisme reconstruit et non reconnu.
En réponse, Searle a écrit un article dans lequel il critique violemment Durkheim et réfute tout lien avec ses théories. Searle déclare que l'œuvre de Durkheim est encore pire que ce qu'il pensait à l'origine. En réponse aux accusations de Searle, Steven Lukes défend Durkheim et conteste chacun des points de critique de Searle. Lukes attribue la faiblesse de la critique de Searle en partie à une erreur de lecture, mais aussi à une ignorance de l'intégralité des textes de Durkheim ; Searle avoue que sa lecture de Durkheim est limitée au premier chapitre des Règles de la méthode sociologique, au Division du travail social, et à l'article, « Représentations individuelles et représentations collectives ».

## Accusations de harcèlement sexuel
En mars 2017, Searle est accusé d'agression sexuelle. Le Los Angeles Times écrit : « D'après l'accusation, les responsables de l'université n'ont pas réagi de manière appropriée à la suite de plaintes selon lesquelles John Searle, professeur de philosophie renommé âgé de 84 ans, aurait agressé sexuellement en juillet dernier son assistante de recherche âgée de 24 ans et qu'il aurait réduit son salaire lorsque celle-ci a rejeté ses avances. » Cette affaire a mis en lumière plusieurs plaintes antérieures contre Searle, auxquelles Berkeley n'aurait apparemment pas réagi.
La plaignante demande des dommages-intérêts de Searle et des responsables de l'Université de Californie en tant qu'employeurs. Elle affirme également que Jennifer Hudin, directrice du Centre d’ontologie sociale John Searle, où elle avait été employée en tant qu’assistante de Searle, a déclaré que Searle « avait eu des relations sexuelles par le passé avec ses étudiantes en échange d'avantages académiques, monétaires ou autres. » Après la nouvelle de ce dépôt de plainte, d'autres accusations de harcèlement sexuel ont été révélées.

## Œuvres

### Essais
- Speech Acts : An Essay in the Philosophy of Language, Cambridge University Press, 1er janvier 1969, 214 p. (ISBN 9780521096263, lire en ligne),
- Intentionality : An Essay in the Philosophy of Mind, Cambridge University Press, 1 janvier 1983, rééd. 7 juillet 1983, 278 p. (ISBN 9780521273022, lire en ligne),
- Minds, Brains and Science, Harvard University Press, 1984, rééd. 1 janvier 1986, 116 p. (ISBN 9780674576339, lire en ligne),
- The Mystery Of Consciousness, Granta Books, 1990, rééd. 12 novembre 1998, 208 p. (ISBN 9781862071223),
- The Rediscovery of the Mind (Representation and Mind), Bradford Book, 8 juillet 1992, 296 p. (ISBN 9780262691543, lire en ligne),
- The Construction of Social Reality, Free Press, 1er mars 1995, 266 p. (ISBN 9780029280454, lire en ligne),
- Mind, Language And Society : Philosophy In The Real World, Basic Books, 15 décembre 1998, rééd. 10 décembre 1999, 192 p. (ISBN 9780465045211, lire en ligne),
- Rationalily in Action, MIT Press, 2001 (ISBN 978-0-262-28334-2)
- Consciousness and Language, Cambridge University Press, 15 juillet 2002, rééd. 26 septembre 2002, 284 p. (ISBN 9780521597449, lire en ligne),
- Mind : A Brief Introduction, Oxford University Press, USA, 1 novembre 2004, rééd. 28 juillet 2005, 224 p. (ISBN 9780195157345, lire en ligne),
- Freedom and Neurobiology : Reflections on Free Will, Language, and Political Power, Columbia University Press, 2005, rééd. 17 novembre 2006,
- Making the Social World : The Structure of Human Civilization, Oxford University Press, USA, 11 décembre 2009, 208 p. (ISBN 9780195396171),

### Articles
- « Minds, brains, and programs », Behavioral and Brain Sciences,‎ 14 juillet 2003, p. 19 pages (lire en ligne),
- « Free Will as a Problem in Neurobiology », Philosophy, Vol. 76, No. 298,‎ octobre 2001, p. 491-514 (24 pages) (lire en ligne),

### Œuvres traduites en français
- Sens et expression : Etudes de théorie des actes de langage, Les Editions de Minuit, coll. « Le sens commun », 1er octobre 1982, 248 p. (ISBN 978-2707306210),
- L'intentionalité : Essai de philosophie des états mentaux, Les Editions de Minuit, septembre 1985, 344 p. (ISBN 9782707310316),
- Pour réitérer les différences : Réponse à Derrida, L'éclat, 30 avril 1991, 31 p. (ISBN 9782905372529, lire en ligne),
- La Redécouverte de l'esprit  (trad. Claudine Tiercelin), Gallimard, 21 avril 1995, 368 p. (ISBN 978-2070736416),
- La construction de la réalité sociale  (trad. Claudine Tiercelin), Gallimard, 19 septembre 1998, 320 p. (ISBN 9782070749348),
- Le Mystère de la conscience, Odile Jacob, 1er janvier 2000, 228 p. (ISBN 9782738107466),
- Liberté et neurobiologie, Grasset, coll. « Collège de philosophie », 14 janvier 2004, 112 p. (ISBN 9782246640318),
- Les actes de langage : Essai de philosophie du langage  (trad. de l'anglais par Hélène Pauchard), Paris, Hermann, 27 janvier 2009, 261 p. (ISBN 9782705668600),

### Anglophone

#### Essais
- Ernest Lepore & Robert van Gulik, John Searle and His Critics, Basil Blackwell, 1er janvier 1991, 428 p. (ISBN 9780631156369, lire en ligne),
- William Hirstein, On Searle, Cengage Learning, 5 septembre 2000, 92 p. (ISBN 9780534576264, lire en ligne),
- Georg Meggle et Günther Grewendorf, Speech Acts, Mind, and Social Reality : Discussions with John R. Searle, Springer, 30 septembre 2002, 327 p. (ISBN 9781402008610, lire en ligne),

#### Articles
- Tomas Koblizek, How to Make the Concepts Clear: Searle's Discussion with Derrida. In Organon F, Suppl. Issue 2, pp. 157-165. (la réponse de Searle à Koblizek: ibid., p. 217-220.)[14],

### Francophone
- Jacques Derrida, Limited Inc., éd. Galilée, 1990,
- Cédric Cagnat, La construction collective de la réalité, L'Harmattan, 2004,
- Fabrice Clément et Laurence Kaufmann, Le monde selon John Searle, éd. du Cerf, 2005,
- Raoul Moati, Derrida/Searle : Déconstruction et langage ordinaire, éd. PUF, 2009,

## Prix et distinctions
- 1952 : boursier du Rhodes Trust qui lui permet de poursuivre ses études à l'université d'Oxford[3],
- 1975 : boursier de la Fondation John-Simon-Guggenheim[15],
- 1977 : élection comme membre de l'Académie américaine des arts et des sciences[16],
- 2004 : récipiendaire de la National Humanities Medal décernée par le président des États-Unis après consultation de la Fondation nationale pour les sciences humaines[17],